# Хулио Лорес
Хулио Лорес Колан (15. септембар 1908. — 15. јул 1947) био је перуанско - мексички фудбалски нападач који је играо за Перу на ФИФА-ином светском првенству 1930  и за Мексико. Играо је за Киклисту из Лиме, а касније и за мексички клуб Некакса.